# 濕實驗室

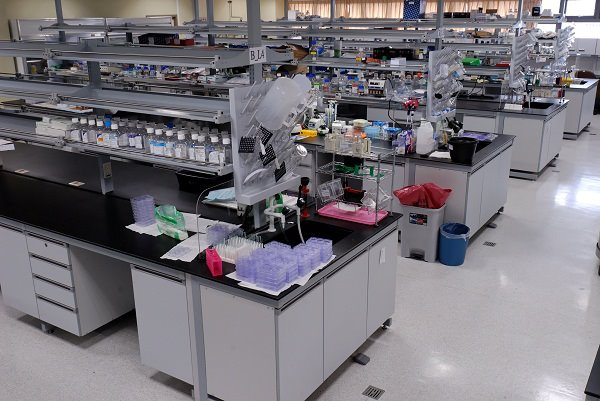
一個溼實驗室，位於臺灣中國醫藥大學校內

溼實驗室（Wet Lab）是一個科學概念，與「乾實驗室」（Dry Lab）相對。溼實驗室相比乾實驗室，在進行實驗時，需要用到較多的化學試劑，因而得名。相比之下，乾實驗室則注重通過各種儀器進行計算，以歸納出實驗材料的物理模型。與乾實驗室相比，溼實驗室所在的房間需要經過專門設計，對安全防護的要求相對較高，實驗室成員入室前，一般要經過專門培訓。